# Blepharidachne benthamiana
Blepharidachne benthamiana är en gräsart som först beskrevs av Eduard Hackel, och fick sitt nu gällande namn av Albert Spear Hitchcock. Blepharidachne benthamiana ingår i släktet Blepharidachne och familjen gräs. Inga underarter finns listade i Catalogue of Life.